# Ciro (Vorname)
Ciro ist ein männlicher Vorname.

## Herkunft und Bedeutung
Ciro ist die italienische und spanische Form des Namens Cyrus, der seinerseits vom griechischen Kyros mit ursprünglich persischer Herkunft abgeleitet ist.

## Namensträger
- Ciro Alegría (1909–1967), peruanischer Schriftsteller
- Ciro Capuano (* 1981), italienischer Fußballspieler
- Ciro Di Corcia (* 1976), italienischer Amateurboxer
- Ciro Fanelli (* 1964), italienischer Geistlicher und Bischof von Melfi-Rapolla-Venosa
- Ciro Ferrara (* 1967), italienischer Fußballspieler und -trainer
- Ciro Ferri (1633–1689), italienischer Maler
- Ciro Gálvez (* 1949), peruanischer Rechtsanwalt, Quechua-Lehrer, Schriftsteller, Komponist und Politiker
- Ciro Gojorani (1834–1908), italienischer Schriftsteller
- Ciro Gomes (* 1957), brasilianischer Politiker
- Ciro Guerra (* 1981), kolumbianischer Filmregisseur
- Ciro Immobile (* 1990), italienischer Fußballspieler
- Ciro Longobardi, italienischer Pianist
- Ciro de Luca (* 1970), österreichischer Kabarettist und Schauspieler
- Ciro Menotti (1798–1831), italienischer Freiheitskämpfer
- Ciro Diezhandino Nieto (1937–2020), spanischer Flamenco-Tänzer und Choreograf
- Ciro Pessoa (1957–2020), brasilianischer Rocksänger
- Ciro Pirondi (* 1956), brasilianischer Architekt und Hochschullehrer
- Ciro Polito (* 1979), italienischer Fußballtorhüter
- Ciro Quispe López (* 1973), peruanischer Geistlicher, Bibelwissenschaftler und römisch-katholischer Prälat
- Ciro Rodriguez (* 1946), US-amerikanischer Politiker
- Ciro Scarponi (1950–2006), italienischer Klarinettist und Komponist
- Ciro Terranova (1888–1938), „Mustache Pete“ in New York City
- Ciro Luis Urriola (1863–1922), Staatspräsident von Panama
- Ciro Verratti (1907–1971), italienischer Journalist und Fechter